# Stuwdam Acarape do Meio

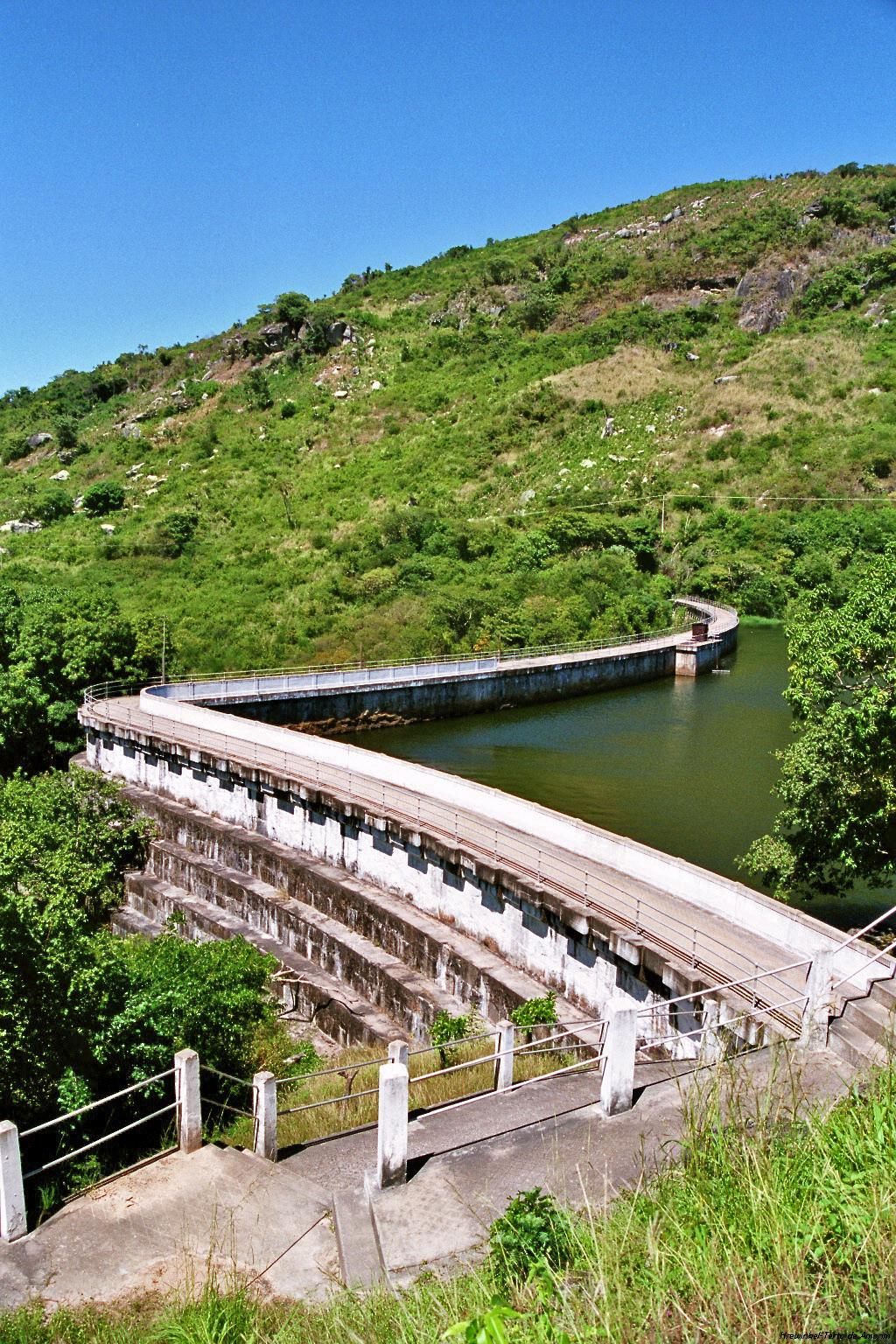
Acarape do Meio

Acarape do Meio is een stuwdam gelegen op de plaats São Gerardo, in de gemeente Redenção, op ongeveer 75 km van Fortaleza, de hoofdstad van de Braziliaanse deelstaat Ceará.
Om in de drinkwaterbehoefte van Fortaleza te voorzien, heeft de Braziliaanse regering in de eerste jaren van de twintigste eeuw besloten om een stuwdam te bouwen. De bouw van de dam en de drinkwaterdistributiecentrale begon in 1909 en werd voltooid in 1924. De dam ligt in het bed van de Rivier Acarape/Pacoti.
Het stuwmeer heeft een oppervlakte van 241.525 km2 en vormt een waterreservoir met een capaciteit van 34.100.000 m3.

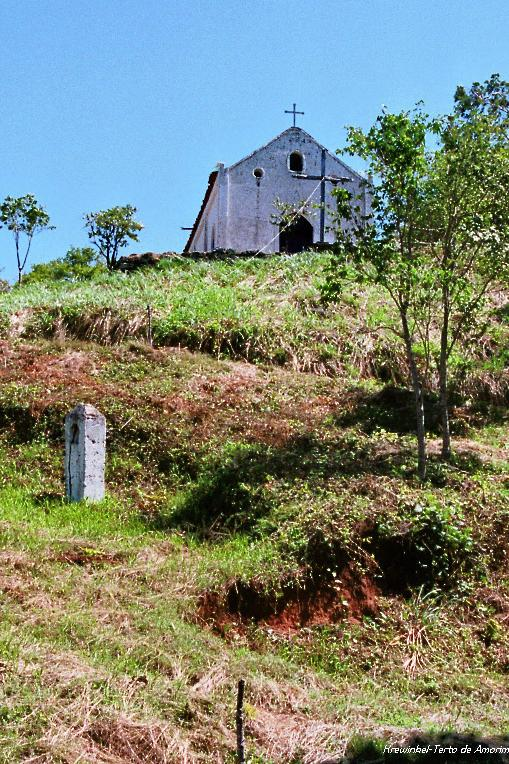
Beeld van de kapel van de H. Gerardus Majella

Het is mogelijk deze stuwdam te bezoeken. Daar kan men het mooie landschap en de ruïne van het dorpje São Gerardo zien.